# Jews for Judaism
Jews for Judaism (em português: Judeus para o Judaísmo) é uma organização fundada em 1985 pelo rabino Bentzion Kravitz cuja principal finalidade é fornecer recursos de ajuda para os judeus de todo o mundo para que redescubram e fortaleçam sua herança judaica.
A organização é não denominacional e visa combater missionários e cultos que buscam converter judeus, com a Jews for Jesus. São oferecidas aulas, aconselhamento e outra perspectiva para os judeus que foram persuadidos por organizações missionárias cristãs, buscando refutar a ideia de Jesus como o Messias judeu usando trechos do Novo Testamento.
Um de seus membros proeminentes, Larry Levey, foi um judeu convertido ao cristianismo que depois retornou ao judaísmo e liderou o escritório de Baltimore do Jews for Judaism por vários anos. A organização surgiu como uma resposta aos movimentos proselitistas principalmente de cunho evangélico entre os quais o Judaísmo messiânico.